# Del Shannon
Del Shannon (született Charles Weedon Westover, Coopersville, Michigan, 1934. december 30. – Santa Clarita, Kalifornia, 1990. február 8.) amerikai énekes. Legismertebb száma az 1961-es Runaway.

## Élete
Ki ne ismerné a Beatles előtti idők nagy slágerei közül a Runaway, a Keep Searchin, vagy a Swiss Maid című dalokat? Előadójuk és többnek a szerzője Del Shannon, aki nemcsak kitűnő énekhangjával írta be a nevét a rocktörténelembe, és nem mellékesen kitűnően gitározott.
Édesanyja az ukulele nevű pengetős szeren tanította játszani egészen kis korában. Mire kamasz lett, természetesen ő is inkább a gitárt választotta. Példaképe volt többek között Hank Williams és Hank Snow, s a rock and roll mellett kedvelte a countryzenét is.
Németországban katonáskodott, ahol zenekarban is játszott. Amikor leszerelt, lemezlovas lett, de ez nem elégítette ki igényeit. Kellemes hangja alkalmas volt dallamos, de az egészségesen ritmusos számok előadására is. A nyálas-érzelgős slágerek világa szerencsére elég távol állt tőle. Egyik barátjával klubokban próbált szerencsét: itt fedezte fel őt az akkor már sztáregyüttesnek számító Johnny and The Hurricanes együttes menedzsere. Az ötvenes évek végén vette fel művésznevét.
A nagy berobbanás éve 1961 volt: lemezre énekelte saját számát, a Runawayt (Menekülést). Ezzel Amerikában és Angliában is hetekig volt listavezető, több millió példányban kelt el, aranylemez lett. Nem sokkal ezután következett másik milliós sikere, a Hats off To Larry, amely szintén saját szerzemény. Ezek a dalok, akárcsak Del Shannon legtöbb száma, köztük a Swiss Maid, a Keep Searchin, a Little Town Flirt, a Stranger In Town az 1963-64-ben beinduló beatkorszak előfutárai voltak.
Szívesen dolgozta fel kortársainak slágereit, lemezt szentelt egyik példaképének, Hank Williamsnak. A lemezen olyan örökzöldek hallhatók, mint a You Win Again,a Your Cheeting Heart, a Kaw-Liga vagy a Hey Good Looking.
Del Shannon számára is eljöttek a szűk esztendők, a Beatles, a Rolling Stones és a brit boom beindulásával. A hatvanas években született további dalait, akárcsak feldolgozásait már mérsékeltebb tetszéssel fogadta a publikum. Még a viszonylag szélesebb körben ismert Swiss Maid, a Hey, Little Girl és a Little Town Flirt sem kapaszkodott vissza még egyszer a "dobogós" helyek közelébe sem.
Megérezte az új idők zenei elvárásait, s feldolgozta a Beatlestől a From Me To You-t, igaz, nem lett belőle rekorddöntögető siker.
A hatvanas évek első felének saját terméséből érdemes kiemelni a So Long Babyt a Two Kinds of Teardropst, That’s The Way Love Ist, vagy feldolgozásait, köztük a Memphist, a World Without Love-ot és a Twist and Shoutot.
Kora dalai sikerüket annak is köszönhették, hogy Del Shannon nemcsak szerzőként, hanem producerként is a maga arcára formálhatta azokat.
A hatvanas évek végén a sok millió példányban eladott Gypsy Woman című dala lett siker, kitűnő feldolgozást készített a Rolling Stones Under My Thumb című dalából, de szép csendesen kiment a divatból.
A hetvenes években Jeff Lynne, az Electric Light Orchestra és Dave Edmunds, a Love Sculpture vezéregyénisége próbálta őt visszacsempészni az élvonalba, sikertelenül. Kereste a fellépési lehetőségeket, néha össze is jött valami, de kevés a topon maradáshoz. A nyolcvanas évekre már nem sok maradt a hajdani szép napokból. Még szóba került az évtized végén, hogy Roy Orbison helyén bekerül a Traveling Wilburys nevű szupergrupba. Ez elmaradt, s talán a sikertelenségek miatt, vagy más okból 1990-ben saját maga tett pontot a pályafutására: öngyilkos lett.
Halála után számos kitűnő válogatás jelent meg legsikeresebb korábbi lemezeiből dalaiból. Del Shannon több filmben is feltűnt.Del Shannon rock énekes magyar honlapja
(Kovács Miklós)

## Halála
1990 januárjában Shannon egy új album befejezése és a közelgő koncertek miatt erőltette magát, ami stresszhez vezetett. Orvosa tanácsára Shannon január 24-én elkezdte szedni a Prozacot, egy antidepresszánst. Tizenöt nappal később öngyilkos lett, 1990. február 8-án a kaliforniai Santa Clarita-i otthonában egy 22-es kaliberű puskával lelőtte magát. Shannon 55 éves volt.

## Lemezei
- Runaway With Del Shannon (1961)
- Little Town Flirt (1963)
- Handy Man (1964)
- Del Shannon Sings Hank Williams (1965)
- One Thousand Six Hundred Sixty-One Seconds With Del Shannon (1965)
- This is My Bag (1966)
- Total Commitment (1966)
- The Further Adventures of Charles Westover (1968)
- Live in England (1973)
- … and the Music Plays On (1978)
- Drop Down and Get Me (1981)
- I Go to Pieces (1990)
- Live: The Final Concert (March ’89 Australian Concert, 1990)
- Rock On (1991)
- Home and Away (2006)